# Qiao Guanhua
 (juin 2019).
Si vous disposez d'ouvrages ou d'articles de référence ou si vous connaissez des sites web de qualité traitant du thème abordé ici, merci de compléter l'article en donnant les références utiles à sa vérifiabilité et en les liant à la section « Notes et références ».
Dans ce nom chinois, le nom de famille, Qiao, précède le nom personnel.
Qiao Guanhua (chinois simplifié : 乔冠华 ; chinois traditionnel : 喬冠華 ; pinyin : Qiáo Guānhuá ; également orthographié Ch'iao Kuan-hua) (28 mars 1913 à Yancheng en Chine - 22 septembre 1983 à Pékin en Chine) est un homme politique chinois.

## Biographie
Il fut ministre des Affaires étrangères de 1974 à 1976. Il joua un rôle important dans le dialogue avec Henry Kissinger et l'ouverture économique de la Chine ainsi que dans la rédaction du communiqué de Shangaï aspirant à une normalisation des relations Chine-États-Unis.
Proche de la « Bande des Quatre », il est démis de ses fonctions en 1976 mais n'est toutefois pas arrêté. Il meurt d'un cancer en 1982 à l'âge de 70 ans.